# La Jalousie

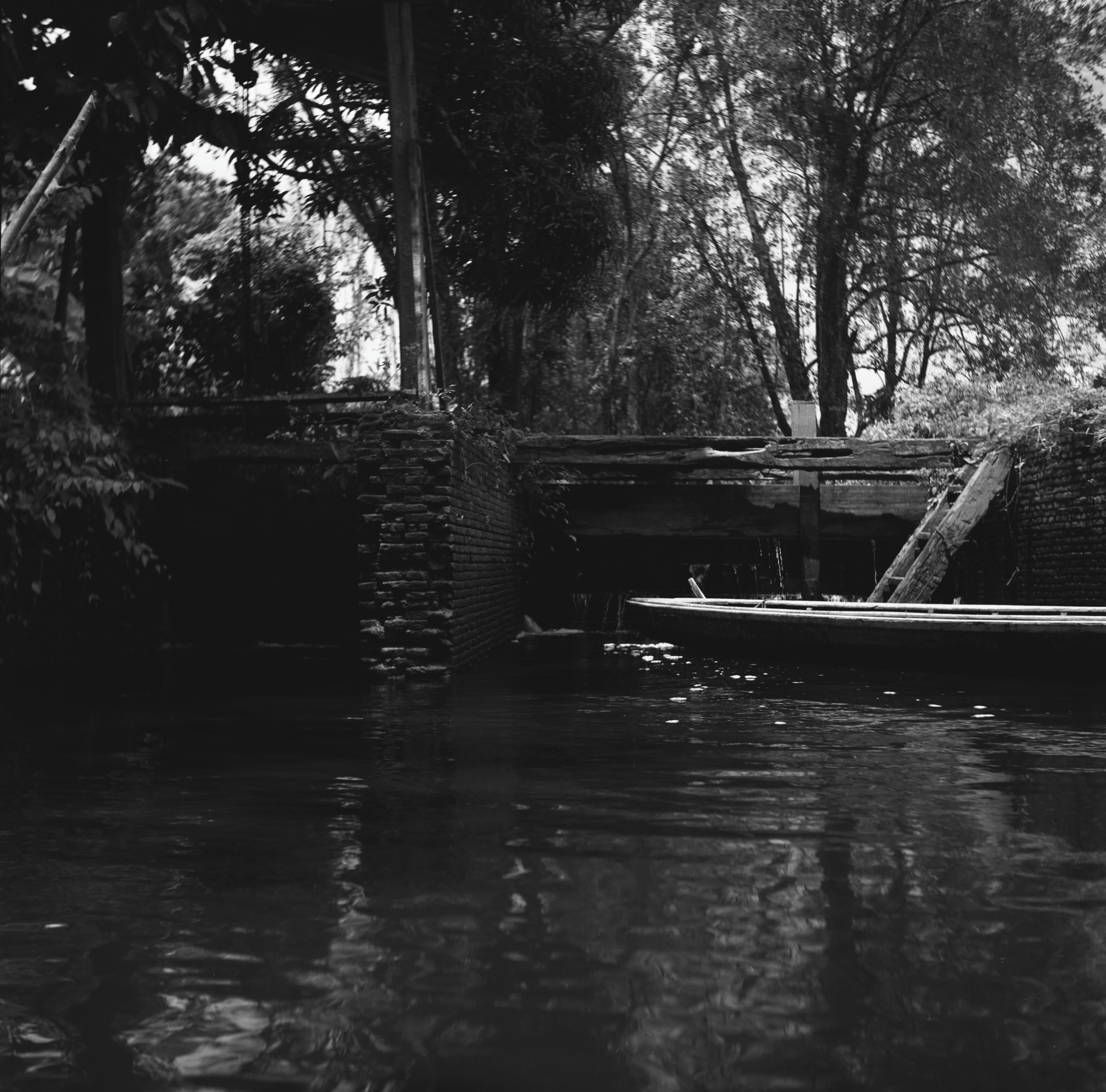
Sluis op plantagecomplex La Jalousie, in 1971 gefotografeerd door Temminck Groll, Rijksdienst voor het Cultureel Erfgoed.

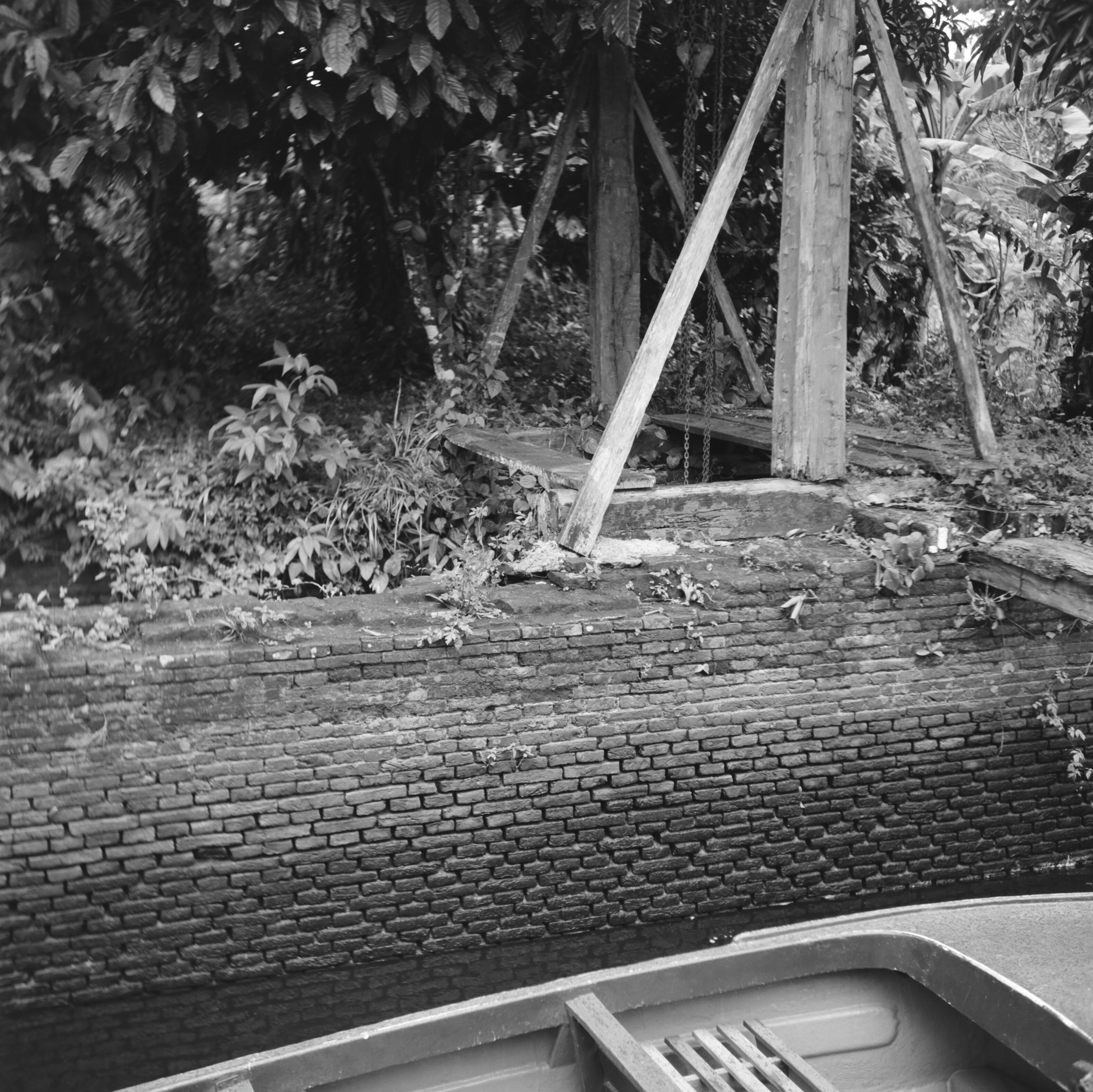
Detail van de sluis.
NB De bovenste foto, in de infobox, betreft de waterinlaat.

La Jalousie (ook gespeld La Jalouzie) is een voormalige suikerplantage aan de Kraskreek of vaart naar Cottica in de kolonie Suriname. In de volksmond werd ze ook wel Patra genoemd, naar de eerste eigenaar, Gerrit Pater. La Jalousie had een watergedreven suikermolen.

## Locatie
De plantage was gelegen tussen de suikerplantages Mijn Hoop en Breukelerwaard in het Boven-Commewijne gebied. 
In 1737 was La Jalousie 2.153 akkers groot (925 hectare). In 1835 was buurplantage Mijn Hoop aan het bezit toevoegd tot 'Mijn Hoop en La Jalousie'. 

## Eigendomssituatie
(naar jaar:)
- 1737: Gerrit Pater
- 1770: Erven Pater
- 1793: Baron van Lijnden, G. Pater
- 1820: Rocquette en van de Poll qq. en erven Baron van Lijnden tot Swanenburg
- 1827: Erven Lijnden tot Swanenburg
- 1832: Erven Lijnden tot Swanenburg en erven G. Pater
- 1863: J.P.F.S. vrijheer von Ungern Sternberg; freule Elise von Ungern Sternberg; freule Amelie S.C. von Ungern Sternberg en freule Rosalina Ida Bernardina Lucia von Voelderndorff Waradein, enig kind van Lucia Ottilia von Ungern Sternberg, echtgenote van F.W. vrijheer von Voelderndorff Waradein (allen uit Duitsland).

## Emancipatie
In aanloop naar de onvermijdelijke afschaffing van de slavernij (1863) vonden op La Jalousie in de jaren vijftig enkele manumissies plaats en wel van de slavin Neeltje (geboren in 1828) en haar kinderen: Josephina, geboren in 1847, Julia, geboren in 1848, Maria, geboren in 1851 en George, geboren 1852.
In 1860 telde La Jalousie 129 slaven: 70 mannelijk en 59 vrouwelijk. De plantage had een gewapende burgerwacht bestaande uit luitenant J. Reinking en een adjudant-onderofficier. Reinking was tevens plantagedirecteur. Zijn assistent-administrateur was G.J.A. Bosch Reitz. De administrateur in Europa was G.C. Bosch Reitz.
Bij de Emancipatie in 1863 werden op La Jalouzie 119 slaven vrijgemaakt. Er werden 30 nieuwe familienamen geboekstaafd.

## Geboren
(Vermoedelijk:)
- Winst (slaaf) (ca.1805-1833), betrokkene bij de stadsbrand van Paramaribo (1832).
- Egbert Jacobus Bartelink (1834-1919), zwartofficier, later plantage-eigenaar.